# Ньюбург (містечко, Нью-Йорк)
Ньюбург (англ. Newburgh) — місто (англ. town) в США, в окрузі Орандж штату Нью-Йорк. Населення — 31 985 осіб (2020).

## Демографія
Згідно з переписом 2010 року, у місті мешкала 29 801 особа в 10 762 домогосподарствах у складі 8030 родин. Було 11313 помешкання
Расовий склад населення:
| - 76,5 % — білих - 12,2 % — чорних або афроамериканців - 3,0 % — азіатів - 0,3 % — корінних американців - 5,0 % — осіб інших рас |

До двох чи більше рас належало 3,0 %. Частка іспаномовних становила 15,7 % від усіх жителів.
За віковим діапазоном населення розподілялося таким чином: 22,7 % — особи молодші 18 років, 63,2 % — особи у віці 18—64 років, 14,1 % — особи у віці 65 років та старші. Медіана віку мешканця становила 41,8 року. На 100 осіб жіночої статі у місті припадало 95,7 чоловіків;  на 100 жінок у віці від 18 років та старших — 92,4 чоловіків також старших 18 років.
Середній дохід на одне домашнє господарство  становив 103 151 долар США (медіана — 86 010), а середній дохід на одну сім'ю — 111 729 доларів (медіана — 93 849). Медіана доходів становила 58 975 доларів для чоловіків та 50 871 долар для жінок. За межею бідності перебувало 7,0 % осіб, у тому числі 12,2 % дітей у віці до 18 років та 3,7 % осіб у віці 65 років та старших.
Цивільне працевлаштоване населення становило 15 908 осіб. Основні галузі зайнятості: освіта, охорона здоров'я та соціальна допомога — 25,1 %, роздрібна торгівля — 11,7 %, науковці, спеціалісти, менеджери — 8,6 %, транспорт — 8,1 %.